# Jennifer Schwalbach Smith

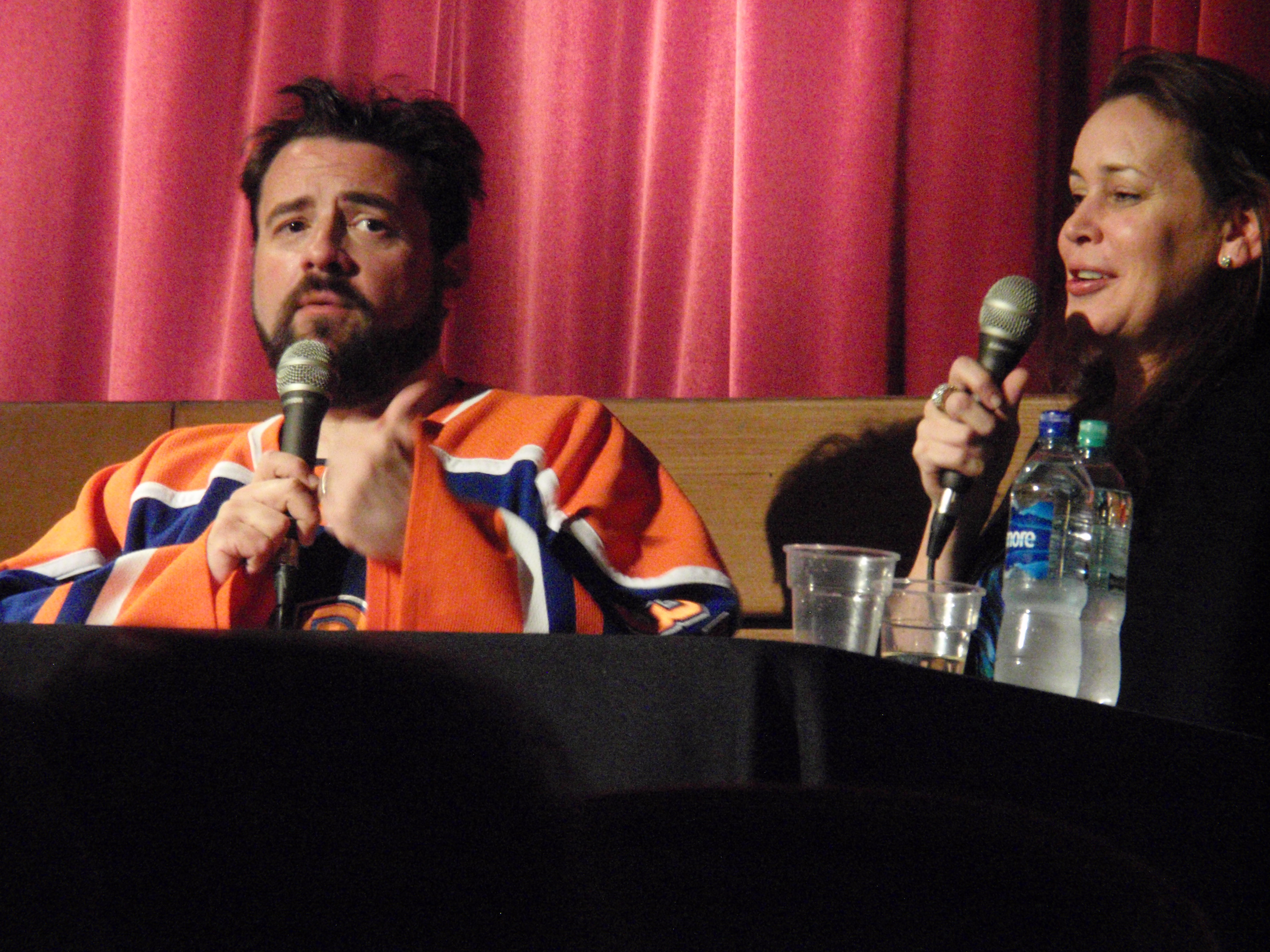
Kevin Smith und Jennifer Schwalbach (2011)

Jennifer Schwalbach Smith (* 7. April 1971 in Newark, New Jersey als Jennifer Mary Schwalbach) ist eine US-amerikanische Schauspielerin, Regisseurin und ehemalige Journalistin.

## Leben und Karriere
Die ehemalige Journalistin, die als Reporterin bei USA Today begann, traf ihren Ehemann, den Regisseur-Kollegen und Autor Kevin Smith bei einem Interview. Die beiden heirateten 1999, zwei Monate später kam die gemeinsame Tochter Harley Quinn Smith zur Welt. Ihr Filmdebüt gab Smith 2001 in der Komödie Jay und Silent Bob schlagen zurück. Schwalbach Smith führte 2004 die Regie einer Dokumentation über Jay und Silent Bob schlagen zurück, mit dem Titel Oh, What A Lovely Tea Party.
Schwalbach Smith spielte noch achtmal unter der Regie ihres Mannes, 2004 in Jersey Girl, 2006 in Clerks 2, 2008 in Zack and Miri Make a Porno, 2011 in Red State, 2014 in Tusk, 2019 in Jay and Silent Bob Reboot, 2022 in Clerks III und 2024 in The 4:30 Movie. Kevin Smith fotografierte seine Ehefrau für den 50. Geburtstag des Playboy. Die Bilder wurden im Januar 2004 veröffentlicht.

## Filmografie (Auswahl)
- 2001: Jay und Silent Bob schlagen zurück (Jay and Silent Bob Strike Back)
- 2002: Now You Know
- 2004: Jersey Girl
- 2005: Degrassi: The Next Generation (Fernsehserie)
- 2006: Clerks 2 (Clerks II)
- 2008: Zack and Miri Make a Porno
- 2011: Red State
- 2014: Tusk
- 2019: Jay and Silent Bob Reboot
- 2022: Clerks III
- 2024: The 4:30 Movie